# Медиаконгломерат

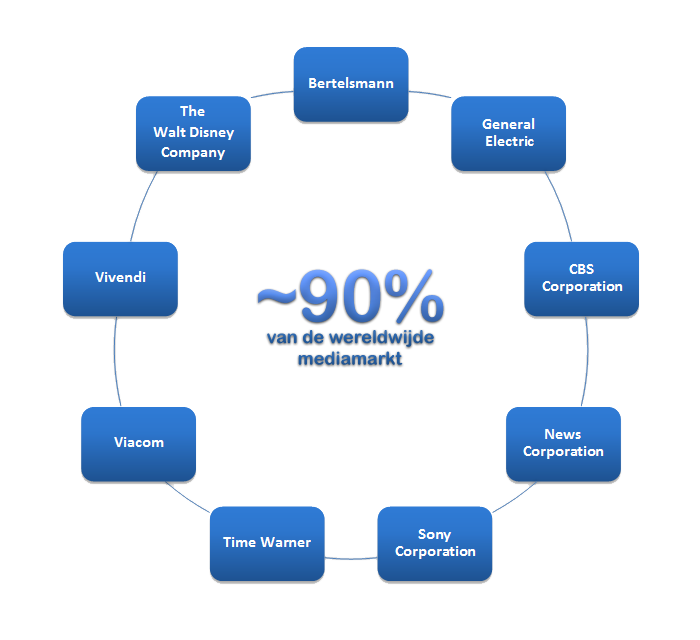

Медиаконгломера́т (медиаимперия, медиахолдинг, медиаконцерн, медиагруппа, медиакорпорация, мультимедийный холдинг) — холдинговая компания, владеющая значительным количеством медиаресурсов.

## Примеры
На 2008 год The Walt Disney Company была самым большим медиаконгломератом в мире. Второе, третье и четвёртое место занимали соответственно News Corporation, Viacom и Time Warner.
Среди наиболее значительных в мире:

### A
- ABS-CBN Corporation
- Amazon
- AOL
- AT&T
- Australian Broadcasting Corporation

### B
- Bell Media
- Belo
- Bertelsmann
- Bonnier Group
- Bright House Networks
- British Broadcasting Corporation

### C
- Cablevision
- Cable One
- CJ ENM
- Comcast
- Corus Entertainment
- Cox Enterprises

### D
- Dish Network
- Dow Jones

### E
- E. W. Scripps Company

### F
- Fininvest
- Fairfax Media

### G
- Gannett
- General Electric
- GMA Network
- GMM Grammy
- Grupo Globo
- Grupo Imagen
- Gruppo Editoriale L'Espresso

### H
- Hearst Corporation
- Hubbard Broadcasting Corporation

### I
- Insight Communications Company
- ITI Group

### L
- Lagardère Media
- Liberty Media

### M
- Mediacom
- Modern Times Group

### N
- NEOFORMAT
- New York Times Company

### P
- Paramount Global
- PLDT
- PRISA

### S
- Sinclair Broadcast Group
- Sony

### T
- Televisa
- Thomson Reuters
- TV Azteca

### V
- Village Voice Media
- Vivendi

### W
- The Walt Disney Company
- Warner Bros. Discovery
- Washington Post Company
- WWE

## Российские медиахолдинги
Медиахолдинги России:

### А
- АС Байкал ТВ

### В
- Всероссийская государственная телевизионная и радиовещательная компания

### Г
- Газпром-Медиа Холдинг

### Е
- Европейская медиагруппа

### И
- Издательский дом Родионова

### М
- Москва Медиа
- Моя Удмуртия
- Мультимедиа Холдинг

### Н
- Национальная Медиа Группа
- Народная Медиа Группа

### П
- ПрофМедиа
- ПроСабМедиа

### Р
- РДВ-медиа
- РИА ФедералПресс
- РБК
- Россия сегодня
- Румедиа
- Русская Медиагруппа

### С
- Совершенно секретно (холдинг)
- СТС Медиа

### Ц
- Цифровое телевидение